# Municipio de Wilson (condado de Lane)
El municipio de Wilson (en inglés: Wilson Township) es un municipio ubicado en el condado de Lane en el estado estadounidense de Kansas. En el año 2010 tenía una población de 59 habitantes y una densidad poblacional de 0,29 personas por km².

## Geografía
El municipio de Wilson se encuentra ubicado en las coordenadas 38°37′38″N 100°28′9″O / 38.62722, -100.46917. Según la Oficina del Censo de los Estados Unidos, el municipio tiene una superficie total de 206.32 km², de la cual 205,9 km² corresponden a tierra firme y (0,2 %) 0,42 km² es agua.

## Demografía
Según el censo de 2010, había 59 personas residiendo en el municipio de Wilson. La densidad de población era de 0,29 hab./km². De los 59 habitantes, el municipio de Wilson estaba compuesto por el 96,61 % blancos, el 3,39 % eran de otras razas. Del total de la población el 3,39 % eran hispanos o latinos de cualquier raza.